# Деще Лут
Деще Лут или Дещ е Лут (на персийски: دشت لوت; букв. „Пустиня на празнотата“) е пустиня в централната част на Иранската планинска земя, в Източен Иран. Дължината ѝ от север на юг е около 550 km, ширина от 100 до 200 km, площ около 51 800 km², която я прави 25-а по големина пустиня в света. На изток е ограничена от Източноиранските, на запад – от Средноиранските планини, а на север се свързва с пустинята Деще Кевир. Преобладаващите височини са 500-600 m. Повърхността ѝ се състои от редица плоскодънни безотточни падини (Немекзар, Джазмуриан и др.), разположени на височина 200 – 500 m и планински прагове между тях високи 1000 – 2000 m (максимална до 2992 m). Срещат се барханни пясъци с височина до 100 – 200 m и слабо закрепени от саксаул, джузгун и солянка пясъчни ридове на юг, които са най-големите в Иран. Физическото изветряне е създало многочислени „стълбове“, „гъби“ и други подобни форми на релефа. Значителни участъци от пустинята са заети от такири, каменисти или чакълести повърхности, т.нар. хамади и солончаци. по перифарията на пустинята са разположени нарядко малки оазиси.
Между юни и октомври над безводната субтропична територия на пустинята духат много силни ветрове, които предизвикват ерозия в колосални размери; в резултат местността представлява уникален пример за течащи в съвременността геоложки процеси. На 17 юли 2016 година Дащ е Лут е обявена за обект на световното културно и природно наследство на ЮНЕСКО с площ на обекта 2 278 012 хектара и буферна зона от 1 794 137 хектара, категория „природно наследство“ (vii)(viii).